# Турска първа футболна лига
Първа лига е второто ниво в турския футбол. Състои се от 20 отбора, от които първите два отбора взели първо и второ място се класират в Турската Суперлига, а отборите, които са на 3, 4, 5 и 6 място играят плейоф. Последните четири отбора в класирането изпадат във Втора лига.

## Статус (2024-25)
Първа лига на TFF се играе между 20 отбора по системата с два кръга.
В края на състезанията от двуокръжната лига, 4-те (четири) отбора, които заемат 17-то, 18-то, 19-то и 20-то място в Първа лига на TFF, ще бъдат изпаднали във Втора лига на TFF.
В края на състезанията от двукръговата лига, двата отбора, които заемат 1-во и 2-ро място в TFF 1-ва лига, се промотират в Суперлигата.
В края на състезанията от двуокръжната лига, общо пет отбора, които са на 3-то, 4-то, 5-то, 6-то и 7-мо място в Първа лига на TFF, играят в плейофните състезания, за да определят 3-тия отбор, който ще се класира за Суперлигата.
а) В края на състезанията от двойния кръг на лигата, отборът, който се класира на 3-то място в Първа лига на TFF, се класира директно за финала на плейофите.
б) Отборът, който се класира на 4-то и 7-мо място в Първа лига на TFF в края на състезанията от двуокръжната лига; Отборът, който се класира на 5-то място, ще бъде класиран с отбора, който се класира на 6-то място. Мачовете се играят на терените на отборите, завършили на 4-то и 5-то място по системата „single-elimination“.
в) Ако редовното време в тези мачове завърши наравно, мачът се удължава на два периода от по петнадесет минути. Ако резултатът остане същият по време на продълженията, победителят ще се определи от изпълнението на дузпи.
г) Победителите в тези състезания ще бъдат разделени по двойки по система с двойна елиминация, за да се определи финалистът, като първият мач ще се играе на домакинския терен на отбора, завършил по-назад в лигата според класирането по точки. Ако броят на победите или равенствата е равен в края на два мача, отборът, който отбеляза повече голове в общия брой, продължава напред. Ако отбелязаните голове са равни, в края на втория мач ще се играят две петнадесетминутни продължения. Ако резултатът остане равен по време на продълженията, победителят ще се определи чрез изпълнение на дузпи. Победителят ще бъде последният опонент на отбора, завършил лигата на 3-то място.
Финалният мач ще се играе като един елиминационен мач на неутрално място, определено от TFF. Ако редовното време на финалния мач завърши наравно, мачът ще бъде удължен на два периода от по петнадесет минути. Ако резултатът остане същият по време на продълженията, победителят ще се определи от изпълнението на дузпи. Победителят ще бъде третият отбор, класиран в Суперлигата.

## Настоящи отбори
Настоящите отбори към сезон 2018/19 са:
| Отбор                  | Град           | Място (2017/18)                |
| ---------------------- | -------------- | ------------------------------ |
| Адана Демирспор        | Адана          | 13.                            |
| Аданаспор              | Адана          | 12.                            |
| Афйет Афйонспор        | Афионкарахисар | Втора лига – победител         |
| Алтай                  | Измир          | 1. (Втора лига, бяла група)    |
| Алтънорду              | Измир          | 7.                             |
| Балъкесирспор          | Балъкесир      | 8.                             |
| Болуспор               | Болу           | 3.                             |
| Денизлиспор            | Денизли        | 15.                            |
| Елязъгспор             | Елязъг         | 10.                            |
| Ескишехирспор          | Ескишехир      | 14.                            |
| Газишехир Газиантеп ФК | Газиантеп      | 6.                             |
| Генчлербирли           | Анкара         | 17. (Суперлига)                |
| Гиресунспор            | Гиресун        | 11.                            |
| Хатайспор              | Хатай          | 1. (Втора лига, червена група) |
| Истанбулспор           | Истанбул       | 9.                             |
| Кардемир Карабюкспор   | Карабюк        | 18. (Суперлига)                |
| Османлъспор            | Анкара         | 16. (Суперлига)                |
| Юмраниеспор            | Истанбул       | 4.                             |

## Шампиони по години
| Отбор                            | Шампион | Вицешампион | Шампионат                                                       |
| -------------------------------- | ------- | ----------- | --------------------------------------------------------------- |
| Самсунспор                       | 7       | 4           | 1968-69, 1975-76, 1981-82, 1984-85, 1990-91, 1992-93, 2022-2023 |
| Mersin İdman Yurdu               | 5       | 1           | 1966-67, 1975-76, 1979-80, 1981-82, 2010-11                     |
| Kayserispor                      | 4       | 5           | 1972-73, 1984-85, 1991-92, 2014-15                              |
| Karşıyaka                        | 4       | 5           | 1969-70, 1986-87, 1991-92, 1994-95                              |
| Adana Demirspor                  | 4       | 2           | 1972-73, 1986-87, 1990-91, 2020-21                              |
| Çaykur Rizespor                  | 3       | 4           | 1978-79, 1984-85, 2017-18                                       |
| Adanaspor                        | 3       | 3           | 1970-71, 1987-88, 2015-16                                       |
| Diyarbakırspor                   | 3       | 3           | 1976-77, 1980-81, 1985-86                                       |
| Göztepe                          | 3       | 2           | 1977-78, 1980-81, 2000-01                                       |
| Kocaelispor                      | 3       | 1           | 1977-78, 1980-81, 2000-01                                       |
| Sakaryaspor                      | 3       | 1           | 1980-81, 1986-87, 2003-04                                       |
| Altay                            | 3       | 0           | 1983-84, 1990-91, 2001-02                                       |
| Denizlispor                      | 2       | 5           | 1982-83, 2018-19                                                |
| Antalyaspor                      | 2       | 5           | 1981-82, 1985-86                                                |
| MKE Ankaragücü                   | 2       | 3           | 1968-69, 1976-77                                                |
| Şekerspor                        | 2       | 2           | 1963-64, 1971-72                                                |
| Boluspor                         | 2       | 2           | 1969-70, 1985-86                                                |
| Gaziantepspor                    | 2       | 2           | 1978-79, 1989-90                                                |
| Konyaspor                        | 2       | 2           | 1987-88, 2002-03                                                |
| Sivasspor                        | 2       | 2           | 2004-05, 2016-17                                                |
| Eskişehirspor                    | 2       | 1           | 1965-66, 1983-84                                                |
| Bursaspor                        | 2       | 1           | 1966-67, 2005-06                                                |
| Orduspor                         | 2       | 1           | 1974-75, 1982-83                                                |
| Kardemir Karabükspor             | 2       | 1           | 1996-97, 2009-10                                                |
| Gençlerbirliği                   | 2       | 0           | 1982-83, 1988-89                                                |
| Zeytinburnuspor                  | 1       | 3           | 1988-89                                                         |
| Petrol Ofisi                     | 1       | 3           | 1993-94                                                         |
| İzmirspor                        | 1       | 2           | 1967-68                                                         |
| Trabzonspor                      | 1       | 2           | 1973-74                                                         |
| Balıkesirspor                    | 1       | 2           | 1974-75                                                         |
| Aydınspor                        | 1       | 2           | 1989-90                                                         |
| İstanbul Büyükşehir Belediyespor | 1       | 1           | 2013-14                                                         |
| İstanbulspor                     | 1       | 1           | 1967-68                                                         |
| Sarıyer                          | 1       | 1           | 1981-82                                                         |
| Malatyaspor                      | 1       | 1           | 1983-84                                                         |
| Kahramanmaraşspor                | 1       | 1           | 1987-88                                                         |
| Bakırköyspor                     | 1       | 1           | 1989-90                                                         |
| Kayseri Erciyesspor              | 1       | 1           | 2012-13                                                         |
| Manisaspor                       | 1       | 1           | 2008-09                                                         |
| Giresunspor                      | 1       | 1           | 1970-71                                                         |
| Vefa                             | 1       | 0           | 1964-65                                                         |
| PTT                              | 1       | 0           | 1971-72                                                         |
| Zonguldakspor                    | 1       | 0           | 1973-74                                                         |
| MKE Kırıkkalespor                | 1       | 0           | 1977-78                                                         |
| Karagümrük                       | 1       | 0           | 1982-83                                                         |
| Bursaspor (B)                    | 1       | 0           | 1988-89                                                         |
| Çanakkale Dardanelspor           | 1       | 0           | 1995-96                                                         |
| Erzurumspor                      | 1       | 0           | 1997-98                                                         |
| Vanspor                          | 1       | 0           | 1998-99                                                         |
| Yimpaş Yozgatspor                | 1       | 0           | 1999-00                                                         |
| Gençlerbirliği OFTAŞ             | 1       | 0           | 2006-07                                                         |
| Akhisar Belediyespor             | 1       | 0           | 2011-12                                                         |
| Hatayspor                        | 1       | 0           | 2019-20                                                         |

|  | Тази страница частично или изцяло представлява превод на страницата 1. Lig в Уикипедия на турски. Оригиналният текст, както и този превод, са защитени от Лиценза „Криейтив Комънс – Признание – Споделяне на споделеното“, а за съдържание, създадено преди юни 2009 година – от Лиценза за свободна документация на ГНУ. Прегледайте историята на редакциите на оригиналната страница, както и на преводната страница, за да видите списъка на съавторите. ВАЖНО: Този шаблон се отнася единствено до авторските права върху съдържанието на статията. Добавянето му не отменя изискването да се посочват конкретни източници на твърденията, които да бъдат благонадеждни. |